# 纳加季诺-萨多夫尼基区
纳加季诺-萨多夫尼基区（俄語：район Нагатино-Садовники）是莫斯科南行政区的一区，面积8.17平方公里，人口83,390人。科洛缅斯科耶站、卡希拉站和纳加季诺站位于本区内。